# Flagi gmin w województwie opolskim
Flagi gmin w województwie opolskim – lista symboli gminnych w postaci flagi, obowiązujących w województwie opolskim.

Flaga województwa opolskiego

Zgodnie z definicją, flaga to płat tkaniny określonego kształtu, barwy i znaczenia, przymocowywany do drzewca lub masztu. Może on również zawierać herb lub godło danej jednostki administracyjnej. W Polsce jednostki terytorialne (rady gmin, miast i powiatów) mogą ustanawiać flagi zgodnie z „Ustawą z dnia 21 grudnia 1978 o odznakach i mundurach”.  W pierwotnej wersji pozwalała ona jednostkom terytorialnym jedynie na ustanawianie herbów. Mimo to wiele miast i gmin podejmowało uchwały i używało flagi jako swojego symbolu. Dopiero „Ustawa z dnia 29 grudnia 1998 o zmianie niektórych ustaw w związku z wdrożeniem reformy ustrojowej państwa” oficjalnie potwierdziła prawo województw, powiatów i gmin do ustanawiania tego symbolu jednostki terytorialnej.
W 2025 w województwie opolskim swoją flagę miały 54 z 71 gmin. Symbol ten, w 2004, ustanowiło samo województwo.

## Lista obowiązujących flag gminnych

### Powiat brzeski
| Gmina                        | Wzór | Opis |
| ---------------------------- | ---- | --- |
| Miasto Brzeg                 |      | Flaga miasta to prostokątny płat tkaniny o proporcjach 5:8 i koloru czerwonego z umieszczonym pośrodku godłem z herbu miasta w postaci trzech białych kotwic w układzie w tzw. roztrój (proporcjonalnych do płata tkaniny). |
| Miasto i gmina Grodków       |      | Obecna wersja flagi gminy została ustanowiona uchwałą nr XXVII/276/17 z 31 maja 2017. Wcześniej obowiązująca wersja (od 23 lutego 1994) składała się z trzech równych poziomych pasów: białego, żółtego i czerwonego, do 1945 używano też flagi w kolorze biało-czerwonym. Jest to prostokątny płat tkaniny koloru czerwonego z białym pasem u dołu i herbem Grodkowa przesuniętym w stronę drzewca. |
| Miasto i gmina Lewin Brzeski |      | Flaga gminy została ustanowiona wraz ze statutem 18 czerwca 1998, obecna wersja obowiązuje od 2013. Jest to prostokątny płat tkaniny o proporcjach 5:8, podzielony na trzy równe poziome płaty. Górny płat jest koloru żółtego, środkowy niebieskiego, a dolny zielonego. |
| Gmina Lubsza                 |      | Flaga gminy została ustanowiona w 1996. Jest to prostokątny płat tkaniny, podzielony na dwa poziome pasy: górny zielony i dolny złoty. |
| Gmina Olszanka               |      | Flaga gminy to prostokątny płat tkaniny, podzielony na cztery części: srebrną, czerwoną, złotą (szerszą) i zieloną. |

### Powiat głubczycki
| Gmina                    | Wzór | Opis |
| ------------------------ | ---- | --- |
| Miasto i gmina Głubczyce |      | Flaga gminy została ustanowiona uchwałą nr XV/174/95 z 23 listopada 1995. Jest to prostokątny płat tkaniny, podzielony na dwa równe poziome pasy: czerwony i żółty. |
| Miasto i gmina Kietrz    |      | Flaga gminy została ustanowiona 29 kwietnia 1994. Jest to prostokątny płat tkaniny, podzielony na trzy równe poziome pasy: niebieski, żółty i czerwony.             |

### Powiat kędzierzyńsko-kozielski
| Gmina                   | Wzór | Opis |
| ----------------------- | ---- | --- |
| Gmina Bierawa           |      | Flaga gminy została ustanowiona uchwałą nr XXXVII/267/98 z 22 maja 1998. Jest to prostokątny płat tkaniny o proporcjach 5:8, podzielony na trzy równe poziome pasy: srebrny, złoty i czerwony. Może zawierać herb gminy. |
| Gmina Cisek             |      | Flaga gminy to prostokątny płat tkaniny o proporcjach 5:8, podzielony na dwa poziome pasy: złoty i błękitny w stosunku 5:1. W lewym górnym rogu umieszczono herb gminy.                                                  |
| Miasto Kędzierzyn-Koźle |      | Flaga miasta to prostokątny płat tkaniny o proporcjach 5:8, składający się z dwóch poziomych pasów: białego i żółtego o stosunku 3:2. W lewym górnym rogu umieszczono herb miasta.                                       |
| Gmina Pawłowiczki       |      | Flaga gminy to prostokątny płat tkaniny, podzielony na pięć poziomych pasów: ciemny czerwony, złoty, błękitny, srebrny i ciemny zielony w stosunku 3:1:3:1:3.                                                            |
| Gmina Polska Cerekiew   |      | Flaga gminy to prostokątny płat tkaniny, podzielony na trzy poziome pasy: czerwony, złoty i błękitny w stosunku 1:2:1. W jego centralnej części umieszczono logo gminy.                                                  |
| Gmina Reńska Wieś       |      | Flaga gminy została ustanowiona 29 grudnia 1995. Jest to prostokątny płat tkaniny, podzielony na trzy równe poziome pasy: srebrny, błękitny i złoty.                                                                     |

### Powiat kluczborski
| Gmina                    | Wzór | Opis |
| ------------------------ | ---- | --- |
| Miasto i gmina Byczyna   |      | Flaga gminy została ustanowiona uchwałą nr XXIII/168/16 z 31 marca 2016. Jest to prostokątny płat tkaniny, podzielony na cztery części. Prawa górna i lewa dolna część jest koloru czerwonego. Na lewej górnej i prawej dolnej części flagi znajduje się herb gminy. |
| Miasto i gmina Kluczbork |      | Flaga gminy to prostokątny płat tkaniny, podzielony na dwa poziome pasy: szeroki czerwony i wąski biały. Po lewej stronie górnego płatu umieszczono herb gminy. |
| Gmina Lasowice Wielkie   |      | Flaga gminy to prostokątny płat tkaniny, podzielony na trzy równe poziome pasy: zielony, czarny i ciemny złoty. |

### Powiat krapkowicki
| Gmina                       | Wzór | Opis |
| --------------------------- | ---- | --- |
| Miasto i gmina Gogolin      |      | Flaga gminy została ustanowiona 27 września 1990. Jest to prostokątny płat tkaniny, podzielony na trzy równe poziome pasy: czerwony, żółty i biały.                                                              |
| Miasto i gmina Krapkowice   |      | Obecna wersja flagi gminy została ustanowiona uchwałą nr XVII/205/2016 z 28 kwietnia 2016. Jest to prostokątny płat tkaniny koloru błękitnego o proporcjach 5:8. W lewej części umieszczono godło z herbu gminy. |
| Miasto i gmina Strzeleczki  |      | Flaga gminy to prostokątny płat tkaniny, podzielony na dwa równe poziome pasy: żółty i zielony. W jej centralnej części umieszczony jest herb gminy.                                                             |
| Gmina Walce                 |      | Flaga gminy to prostokątny płat tkaniny, podzielony na cztery pionowe pasy: czarny, złoty, błękitny i srebrny.                                                                                                   |
| Miasto i gmina Zdzieszowice |      | Flaga gminy to prostokątny płat tkaniny o proporcjach 5:8, podzielony na trzy równe pionowe pasy: złoty, czerwony i srebrny.                                                                                     |

### Powiat namysłowski
| Gmina                   | Wzór | Opis |
| ----------------------- | ---- | --- |
| Gmina Domaszowice       |      | Flagę Gminy Domaszowice, opracowana przez Kamila Wójcikowskiego i Roberta Fidurę, stanowi płat prostokątny o proporcjach 5:8 (szerokość do długości) podzielony poziomo na dwa pasy: żółty i niebieski, szerokość odpowiednio ¾ i ¼ szerokości płata. Na pasie żółtym umieszczony został herb gminy Domaszowice wysokości 8/10 szerokości płata, w taki sposób, że jego pionowa oś symetrii leży w odległości 1/3 długości płata od jego drzewca. Flaga używana w latach 1996-2024 wyobrażała prostokątny płat tkaniny, podzielony na trzy pionowe pasy: złoty, czerwony i srebrny. |
| Miasto i gmina Namysłów |      | Flaga gminy to prostokątny płat tkaniny o proporcjach 1:2, podzielony na cztery trapezy w kolorach: czerwonym, czarnym, żółtym i białym. Może zawierać herb gminy. |
| Gmina Świerczów         |      | Flaga gminy to prostokątny płat tkaniny, podzielony na cztery równe pionowe pasy: błękitny, złoty, zielony i złoty (wersja z 2003 nie wymienia tego ostatniego). W jego centralnej części umieszczono herb gminy. |
| Gmina Wilków            |      | Flaga gminy została ustanowiona 23 lutego 1998. Jest to prostokątny płat tkaniny, podzielony na cztery poziome pasy: czerwony, ciemny złoty, błękitny i ciemny złoty. Na błękitnym pasie może być umieszczona gwiazda z herbu gminy. |

### Powiat nyski
| Gmina                     | Wzór | Opis |
| ------------------------- | ---- | --- |
| Miasto i gmina Głuchołazy |      | Flaga gminy to prostokątny płat tkaniny, podzielony na dwa trójkątne pola barwne wzdłuż przekątnej (poprowadzonej od dolnego lewego wierzchołka prostokąta do górnego prawego). Pole górne, na którym widnieje godło z herbu gminy, ma barwę białą, a przeciwległe dolne - niebieską.                      |
| Gmina Kamiennik           |      | Flaga gminy to prostokątny płat tkaniny, podzielony na trzy równe pionowe pasy: zielony, złoty i czerwony. W jego centralnej części może znajdować się herb gminy. |
| Miasto i gmina Korfantów  |      | Flaga gminy to prostokątny płat tkaniny o proporcjach 5:8, podzielony na trzy poziome pasy: biały, czerwony i niebieski w stosunku 6:1:1. W wersji z 17 sierpnia 1993 był to prostokątny płat tkaniny koloru niebieskiego o proporcjach 1:2, w którego centralnej części znajdował się biało-czerwony pas. |
| Gmina Łambinowice         |      | Flaga gminy to prostokątny płat tkaniny, podzielony na trzy pionowe pasy: błękitny, złoty i czerwony. |
| Miasto i gmina Nysa       |      | Flaga gminy została ustanowiona uchwałą nr XI/69/91 z 26 stycznia 1991. Jest to prostokątny płat tkaniny o proporcjach 5:8, podzielony na dwa poziome pasy równej szerokości: złoty i czerwony. W jego centralnej części może znajdować się herb gminy.                                                    |
| Miasto i gmina Paczków    |      | Flaga gminy to prostokątny płat tkaniny, podzielony na dwa poziome pasy równej szerokości: żółty i zielony. W jego centralnej części znajduje się herb gminy. |
| Gmina Pakosławice         |      | Flaga gminy to prostokątny płat tkaniny, podzielony na pięć poziomych pasów: czerwony, złoty, czarny, złoty i czerwony. |

### Powiat oleski
| Gmina                        | Wzór | Opis |
| ---------------------------- | ---- | --- |
| Miasto i gmina Dobrodzień    |      | Flaga gminy to prostokątny płat tkaniny, podzielony na trzy poziome: czerwony, żółty i niebieski w stosunku 1:2:1. W jego centralnej części umieszczono herb gminy. |
| Miasto i gmina Gorzów Śląski |      | Flaga gminy została ustanowiona uchwałą nr XVIII/146/2008 z 13 czerwca 2008. Jest to prostokątny płat tkaniny o proporcjach 5:8, podzielony na trzy poziome płaty: żółty, niebieski i żółty w stosunku 1:2:1. W jego centralnej części znajduje się herb gminy.                                        |
| Miasto i gmina Olesno        |      | Pierwotna wersja flagi została ustanowiona uchwałą nr XXXIV/266/07 z 23 kwietnia 1997, obecna obowiązuje od 23 kwietnia 2019. Jest to prostokątny płat tkaniny o proporcjach 5:8, podzielony na dwa pionowe pasy równej szerokości: złoty i błękitny. W jego centralnej części umieszczono herb gminy. |
| Miasto i gmina Praszka       |      | Flaga gminy została ustanowiona uchwałą nr 128/XVII/2016 z 16 czerwca 2016. Jest to prostokątny płat tkaniny, podzielony na trzy pionowe płaty: czerwony, biały i niebieski. W jego centralnej części znajduje się godło z herbu gminy.                                                                |
| Gmina Rudniki                |      | Flaga gminy została ustanowiona uchwałą nr XXIV/178/2001 z 26 kwietnia 2001. Jest to prostokątny płat tkaniny, podzielony na trzy pionowe płaty: czerwony, biały i zielony. W jego centralnej części znajduje się herb gminy.                                                                          |

### Miasto Opole
| Wzór | Opis |
| ---- | --- |
|      | Flaga miasta pojawia się w źródłach już w XIX wieku, do statutu została wpisana w 1996. Jest to prostokątny płat tkaniny, podzielony na dwa poziome pasy równej szerokości: złoty i niebieski. Może zawierać herb miasta. |

### Powiat opolski
| Gmina                    | Wzór | Opis |
| ------------------------ | ---- | --- |
| Gmina Chrząstowice       |      | Flaga gminy to prostokątny płat tkaniny, podzielony na trzy równe poziome pasy: czerwony, złoty i błękitny. |
| Gmina Komprachcice       |      | Flaga gminy to prostokątny płat tkaniny, podzielony na trzy poziome pasy: czarny, złoty i niebieski w stosunku 1:1:4. Może zawierać herb gminy. |
| Gmina Łubniany           |      | Flaga gminy została ustanowiona w 1996. Jest to prostokątny płat tkaniny, podzielony na dwa poziome pasy równej szerokości: żółtego i zielonego. Może zawierać herb gminy. |
| Gmina Murów              |      | Flaga gminy to prostokątny płat tkaniny, podzielony na trzy równe poziome pasy: zielony, złoty i czerwony. |
| Miasto i gmina Niemodlin |      | Flaga gminy została ustanowiona uchwałą nr V/33/03 z 14 lutego 2003, ponownie uchwałą nr XLVII/332/09 z 26 listopada 2009. Jest to prostokątny płat tkaniny o proporcjach 5:8, podzielony na trzy poziome płaty: niebieski, złoty i zielony w stosunku 1:2:1. W jego centralnej części umieszczono herb miasta. |
| Miasto i gmina Ozimek    |      | Flaga gminy to prostokątny płat tkaniny, podzielony na dwie poziome lub pionowe równe części: żółtą i niebieską. W jego centralnej części umieszczono herb gminy. |
| Miasto i gmina Prószków  |      | Zgodnie ze statutem flaga gminy to prostokątny płat tkaniny, podzielony na dwie równe pionowe części. Z lewej strony, podzielonej na dwie części (niebieską i czerwoną) znajdują się dwie podkowy w kolorach: czerwonym i niebieskim. Z prawej strony, podzielonej na dwie równe poziome części w kolorach złotym i czarnym znajduje się wizerunek czarno-złotego jelenia. Elementy te występują na herbie gminy. Na stronach Prószkowa można dodatkowo znaleźć wzór, na którym flaga to prostokątny płat tkaniny, podzielony na dwie równe poziome części: złotą i czerwoną, z herbem gminy w centralnej części. |
| Gmina Tarnów Opolski     |      | Flaga gminy została ustanowiona 15 listopada 1995. Jest to prostokątny płat tkaniny o proporcjach 6:13 (obecnie 3:5), podzielony na trzy równe poziome pasy: niebieski, czerwony i żółty. |

### Powiat prudnicki
| Gmina                   | Wzór | Opis |
| ----------------------- | ---- | --- |
| Miasto i gmina Biała    |      | Flaga gminy została ustanowiona uchwałą nr IX/71/2015 z 22 lipca 2015. Jest to prostokątny płat tkaniny o proporcjach 5:8, w którego centralnej części umieszczono godło z herbu gminy. |
| Miasto i gmina Głogówek |      | Flaga gminy to prostokątny płat tkaniny, podzielony na dwie poziome lub pionowe równe części: zieloną i czerwoną. W jego centralnej części umieszczono herb gminy.                      |
| Gmina Lubrza            |      | Flaga gminy została ustanowiona 30 września 1996. Jest to prostokątny płat tkaniny podzielony na trzy poziome pasy: srebrny, błękitny i złoty.                                          |
| Miasto i gmina Prudnik  |      | Flaga gminy to prostokątny płat tkaniny, podzielony na dwie równe poziome części: czerwoną i błękitną z herbem miasta.                                                                  |

### Powiat strzelecki
| Gmina                            | Wzór | Opis |
| -------------------------------- | ---- | --- |
| Miasto i gmina Leśnica           |      | Flaga gminy została ustanowiona 15 września 1998. Jest to prostokątny płat tkaniny o proporcjach 5:8, podzielony na dwa równe poziome pasy: żółty i niebieski. |
| Gmina Jemielnica                 |      | Flaga gminy to prostokątny płat tkaniny, podzielony na cztery równe poziome pasy: zielony, żółty, błękitny i czarny. |
| Miasto i gmina Strzelce Opolskie |      | Flaga gminy została ustanowiona 27 kwietnia 1995. Jest to prostokątny płat tkaniny o proporcjach 5:8, podzielony na dwa trójkątne pola barwne wzdłuż przekątnej (poprowadzonej od dolnego lewego wierzchołka prostokąta do górnego prawego). Pole górne, na którym może widnieć herb gminy, ma barwę żółtą, a przeciwległe dolne - błękitną |
| Miasto i gmina Zawadzkie         |      | Flaga gminy to prostokątny płat tkaniny, podzielony na trzy równe poziome pasy: błękitny, złoty i czerwony. Może zawierać herb gminy. |